# Germán Cid Camacho
Germán Cid Camacho (Segovia, España, 17 de julio de 1987) es un árbitro de fútbol español adscrito al CTA castellano‑leonés. Desde la temporada 2023‑24 milita en la Segunda División (LaLiga Hypermotion).

## Trayectoria
Formado en el comité castellano‑leonés, desarrolló su carrera durante una década en la Segunda División B (2011–2021). Con la reestructuración de las categorías, dirigió en Primera Federación durante dos campañas (2021–2023) y en junio de 2023 logró el ascenso al fútbol profesional, debutando en Segunda División en la temporada 2023‑24.
Ha sido designado en partidos de promoción de ascenso y eliminatorias coperas, como el Real Oviedo–Gimnàstic (3–0) de 2015 y el Villarreal B–Gimnàstic (2–0) de 2022.

## Temporadas
| Categoría          | País   | Años          | Partidos |
| ------------------ | ------ | ------------- | -------- |
| Segunda División B | España | 2011–2021     | 123      |
| Primera Federación | España | 2021–2023     | 26       |
| Segunda División   | España | 2023–presente | 42       |

Datos de partidos por categoría según BDFutbol (actualizado a 17/08/2025).

## Partidos destacados
- 1.ª RFEF: Villarreal B–Gimnàstic (2–0), 2022.[6]
- 2.ª División: diversas designaciones en 2023–24 y 2024–25 (p. ej., Oviedo–Tenerife, j. 15 de 2024‑25).[8][9]